# Lijst van universiteiten in de Filipijnen
Dit is een lijst van universiteiten in de Filipijnen.
- Centro Escolar University - Manilla
- Polytechnic University of the Philippines - Manilla
- Far Eastern University - Manilla
- University of the Philippines - Manilla
- De La Salle Universiteit - Manilla
- Philippine Normal University - Manilla
- Philippine Women's University - Manilla
- University of Manilla - Manilla
- University of Santo Tomas - Manilla
- University of San Carlos - Cebu City
- Pamantasang Lungsod ng Maynila - Manilla
- Technological University of The Philippines - Manilla
- National University - Manilla
- Ateneo de Manila University - Manilla
- Arellano University - Manilla
- Saint Louis University - Baguio